# Benjamin Atkins
Pour les articles homonymes, voir Atkins.
Benjamin Tony Atkins (26 août 1968 - 17 septembre 1997) connu aussi sous le surnom de Woodward Corridor Killer, est un tueur en série afro-américain qui tua onze femmes en neuf mois à Détroit, dans le Michigan, entre décembre 1991 et août 1992.
La plupart de ses victimes furent retrouvées dans des immeubles vides, toutes violées et étranglées. La plupart étaient des prostituées. Atkins déclara que sa motivation venait de son dégoût pour la prostitution.
Il est décédé du SIDA en prison le 17 septembre 1997.